# Pierre Magnard
Pierre Magnard (Casablanca, 24 agosto 1927) è un filosofo francese.

## Biografia
Originario del dipartimento dell’Ardèche, Pierre Magnard studiò a Parigi in preparazione dei licei Henri-IV e Louis-le-Grand, poi alla Sorbona.
I suoi insegnanti principali furono Henri Gouhier, Ferdinand Alquié, Maurice Merleau-Ponty e Gaston Bachelard, Jean Beaufret e Henri Biraul.
Laureatosi nel ’56, nel ’57 conseguì l’abilitazione all’insegnamento, e iniziò l'attività di docente presso il liceo di Moulins e, dal ’61 al ’68, al liceo Blaise Pascal di Clermont-Ferrand.
Professore assistente dal 1968 al 1978 presso l’Università di Digione, nel 1974 discusse la dissertazione dottorale di Stato dal titolo Nature et Histoire dans l’apologétique de Pascal (Natura e Storia nell'Apolegetica di Pascal), più volte ripubblicata.
Professore all'Università di Poitiers nel '78, poi all'Università di Parigi-Sorbona nel 1988, di cui è divenuto professore emerito, Magnard contribuì a far conoscere alla comunità accademica l'opera del filosofo Charles de Bovelles, dopo Ernst Cassirer e Jean-Claude Margolin.
Pierre Magnard insegnò per più di cinquant'anni, durante i quali supervisionò centottanta tesi. Prestò servizio per tre mandati nel Consiglio Nazionale dell'Università (CNU), presiedendo il Comitato Nazionale del CNRS dal 1985 al 1991, e collaborando col Ministero dell'Università..

## Opere
- Nature et Histoire dans l’apologétique de Pascal, Paris, Belles Lettres, 1975.

- 1980: Prix Victor-Delbos dell'Académie des sciences morales et politiques
- Pascal. La clé du chiffre, Parigi, Mame/Presses universitaires, 1990. Ristampa in edizione tascabile, Parigi, La Table ronde, coll. "La Petite Vermillon", 2006, 2007.
- Le Dieu des philosophes, Parigi, Mame/Presses universitaires, 1992. Ristampa tascabile, Parigi, La Table ronde, coll. "La Petite Vermillon". 2006, 2007.

Premio Raymond-de-Boyer-de-Sainte-Suzannenconferito nel 1993 dall’Académie française
Premio Cardinal Mercier conferito nel 1993 dall’Istituto Superiore di Filosofia dell’Università Cattlica di Lovanio.
- Fureurs, Héroïsme et métamorphoses (coll.), Peteers, 2007.
- Marsile Ficin, les platonismes à la Renaissance, Parigi, Vrin, 2001, 2007.
- Métaphysique de l’Esprit (coll.), Parigi, Vrin, 1996, 2007.
- Nicolas de Cues : Trialogus de Possest, Parigi, Vrin, 2007.
- Pourquoi la religion ?, Paris, Armand Colin, 2006, 2007.
- Questions à l’humanisme, Paris, PUF, 2000, 2007 ; Parigi, Le Cerf, 2012.
- La demeure de l’être, studio e traduzione del Liber de causis, (collectif) Parigi, Vrin, 1990, 2007.
- La dignité de l'homme, (collectif), Paris, Honoré Champion, 1995, 2007.
- L'homme délivré de son ombre, traduzione del Livre du sage di Charles de Bovelles, Parigi, Vrin, 1982. Nuova edizione, con una traduzione completamente riveduta,, en 2010.
- L'étoile matutine, traduzione del Livre du néant di Charles de Bovelles, Parigi, Vrin, 1983. Nuova edizione con una nuova traduzione, 2014.
- Soleil noir, traduzione del Livre des opposés di Charles de Bovelles, Parigi, Vrin, 1984.
- Montaigne (dir.), Les Cahiers d'Histoire de la Philosophie, Parigi, Le Cerf, 2010.
- Nicolas de Cues, Dialogue à trois sur le pouvoir-est (Trialogus de possest), introduzione, traduzione e note(coll.), Parigi, Vrin, 2006.
- Nicolas de Cues, La docte ignorance, ), introduzione, traduzione e note, Parigi, Flammarion, 2013, coll. GF.
- con Éric Fiat, La couleur du matin profond, Les Petits Platons, 2013, autobiographie intellectuelle.
- con Jean-Baptiste Echivard et Henri Hude Philosophe au seuil d'une conversion : Bergson, Sipr, 2016.
- Chemin des Falcons Un lignage d'artisans sur la Cance 1351-1965 Annonay 2017.
- L'Unique seul importe; dedicato a Pierre Magnard, dir. Alain Galonnier, Peeters-Lovanio, 2019.
- Interviste radiofoniche con Eric Rouyer, in onda su RCF Isère les 07/11/2019, 05/12/2019 et 09/01/2020, Le palais des dégustateurs[3].
- La Couleur du matin profond : dialogue avec Éric Fiat, Les Petits Platons, 2019.
- Penser c’est rendre grâce, Parigi, Le Centurion, 2020.